# Dobra Wola (powiat nowodworski)
Dobra Wola – wieś sołecka w Polsce położona w województwie mazowieckim, w powiecie nowodworskim, w gminie Nasielsk. Rozciąga się między południowo-zachodnim brzegiem Wkry a drogą wojewódzką nr 571. W roku 2009 liczyła 155 mieszkańców.
W latach 1975–1998 miejscowość należała administracyjnie do województwa ciechanowskiego.